# Robby Krieger

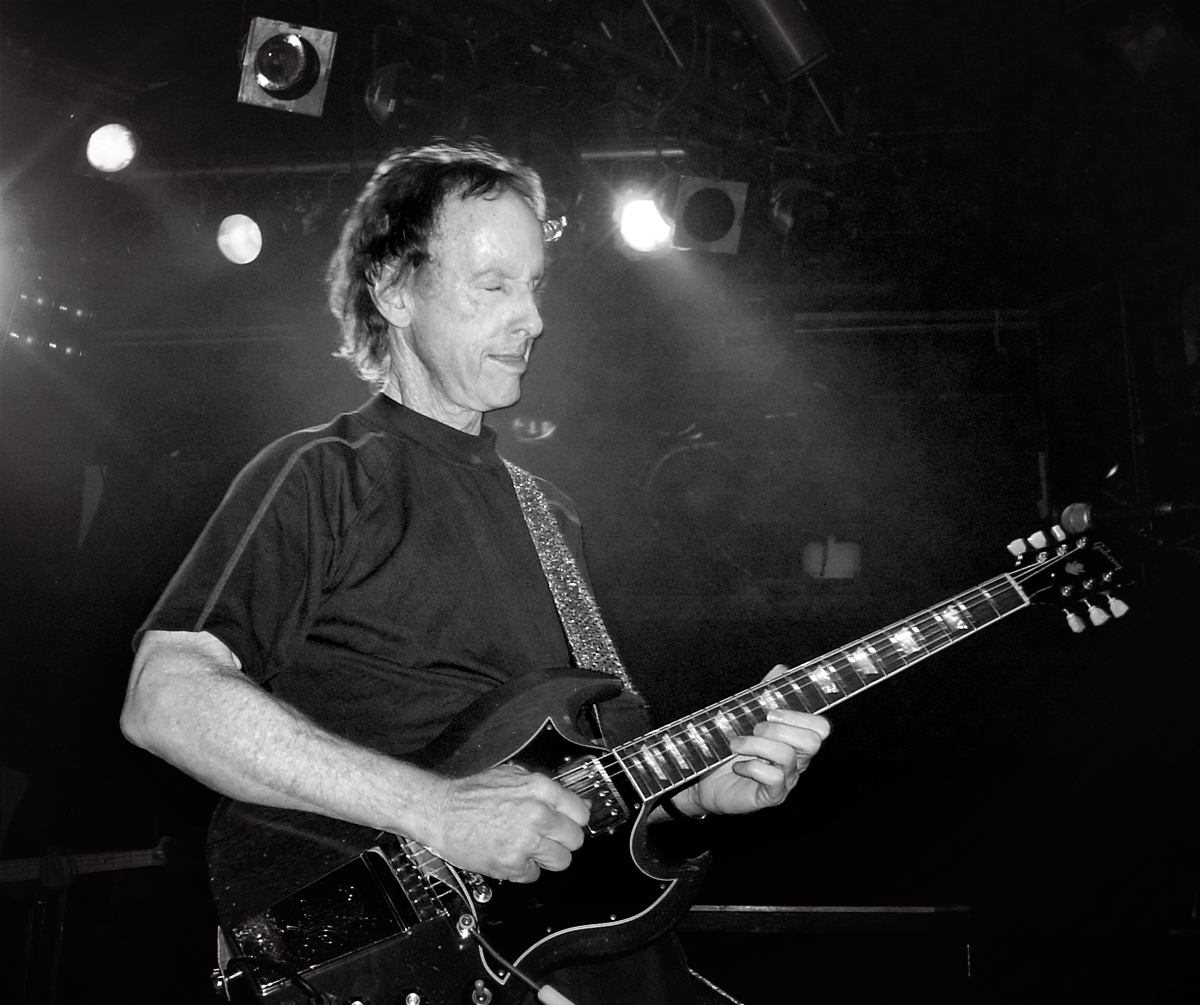
Robby Krieger 2007 in London

Robert Alan „Robby“ Krieger (* 8. Januar 1946 in Los Angeles) ist ein US-amerikanischer Jazz- und Rockgitarrist. Er wurde in den späten 1960er Jahren bekannt als Gitarrist der US-Rockband The Doors.

## Leben und Werk

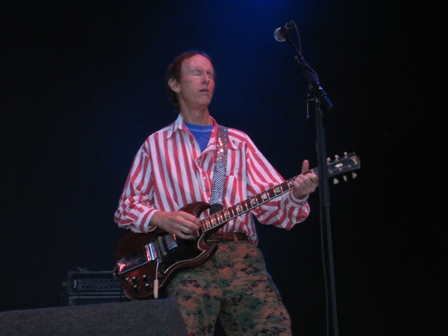
Krieger im März 2006

Für The Doors komponierte Krieger einige Stücke, darunter Light My Fire, Runnin’ Blue, Love Her Madly und Touch Me. Nach dem Tod des Doors-Sängers Jim Morrison übernahm Krieger neben dem Keyboarder Ray Manzarek dessen Rolle. Der Erfolg blieb jedoch aus. Nach der Auflösung der Band im Jahr 1973 gründete Krieger seine eigene Band, The Robby Krieger Band, die nach kurzer Zeit wieder aufgelöst wurde. Mit seinem ehemaligen Doors-Kollegen John Densmore und Jess Roden formierte er im Jahr darauf die kurzlebige Butts Band.
Krieger spielte später bei verschiedenen Aufnahmen von Blue Öyster Cult Gitarre. In den 70er und 80er Jahren machte er sich auch als Jazz-Gitarrist einen Namen. 1990 trat er mit Eric Burdon am Ventura Beach in Kalifornien auf. Das zuvor nur illegal auf CD mitgeschnittene Konzert, in dem auch Doors-Stücke gespielt wurden, wurde 2008 offiziell unter dem Namen „Eric Burdon – Live At The Ventura Beach California“ als DVD-Video veröffentlicht.
Zusammen mit John Densmore kooperierte er mit Oliver Stone für dessen 1991 erschienenen Film Doors.
Im Jahr 2002 formierte Robby Krieger zusammen mit Ray Manzarek die Band neu, aufgrund von Meinungsverschiedenheiten zwischen den ehemaligen Mitgliedern unter dem Namen The Doors of the 21st Century. Die Band wurde später umbenannt in Riders on the Storm, da John Densmore den Prozess gegen seine ehemaligen Bandkollegen um die Namensrechte gewann. Neben Krieger und Manzarek bestand die Gruppe bis 2009 aus Brett Scallions (der Ian Asbury als Sänger ablöste), Ty Dennis (Schlagzeug) und Phil Chen (Bass). Seitdem traten Manzarek und Krieger gelegentlich als Ray Manzarek and Robby Krieger of The Doors auf und spielten im Rahmen einer Tournee von Mai bis Juli 2010 in den USA und Europa.
Krieger hatte einen Gastauftritt als „Altrocker“ in einer Folge der Fernsehserie „Eine schrecklich nette Familie“. Er spielte sich dort selbst und traf auf die weiteren Altstars John Sebastian, Richie Havens, Peter Noone von Herman’s Hermits, auf Mark Lindsay von Paul Revere & the Raiders sowie auf Spencer Davis.
Krieger stammt aus einer jüdischen Familie, wurde aber nicht religiös erzogen, da seine Eltern nicht an einer orthodoxen Glaubensausrichtung interessiert waren. Er hat einen Bruder.

## Equipment und Stil
Robby Krieger benutzt hauptsächlich Gibson-SG-Gitarren. Ihm zu Ehren baute Gibson ein Signature-Modell (Gibson SG Robby Krieger V.O.S. mit Vibratohebel). Daneben setzte er gelegentlich auch die Stratocaster, die Les Paul und die Gibson ES-355 ein. Für die Verstärkung sorgte ein Fender Twin Reverb. Da dieser Verstärker einen eher klaren Klang hat, benötigte Krieger zusätzlich eine Maestro-Fuzzbox, um auch Zerrsounds abrufbar zu haben.
Kriegers Gitarrenspiel ist vom Flamenco beeinflusst, wie man besonders auf der Aufnahme Spanish Caravan aus dem Jahre 1968 hören kann. Prägend für seinen Stil ist daneben sein blueslastiges Bottleneck-Spiel, das beispielsweise das Stück Moonlight Drive (1967) auszeichnet. Latin- und Jazz-Einflüsse formen unter anderem sein ausladendes Solo auf Light My Fire (1967).
Der Rolling Stone listete Krieger 2011 auf Rang 76 der 100 größten Gitarristen aller Zeiten. In einer Liste aus dem Jahr 2003 hatte er Rang 91 belegt.

## Diskografie

### MitThe Doors
- 1967: The Doors
- 1967: Strange Days
- 1968: Waiting for the Sun
- 1969: The Soft Parade
- 1970: Morrison Hotel
- 1971: L.A. Woman
- 1971: Other Voices
- 1972: Full Circle
- 1978: An American Prayer

### MitThe Butts Band
- 1974: The Butts Band
- 1975: Hear and Now

### MitRobby Krieger Organization
- 1995: RKO Live!

### Solo
- 1977: Robby Krieger & Friends
- 1982: Versions
- 1985: Robby Krieger
- 1989: No Habla
- 1989: Door Jams (Kompilation; enthält Stücke der Alben Robby Krieger & Friends, Versions und Robby Krieger)
- 2000: Cinematix
- 2010: Singularity
- 2017: In Session
- 2020: The Ritual Begins At Sundown

### Weitere
- 1994: Harley-Davidson: The American Motorcycle Soundtrack (Kompilation; enthält auch Stücke anderer Künstler)

## Schriften
- Robby Krieger, Jeff Alulis: Set the Night on Fire: Living, Dying, and Playing Guitar With the Doors. Little, Brown and Company, 2021, ISBN 978-0-316-24334-6, S. 432.